# Henry Sherwood
Pour les articles homonymes, voir Sherwood.
Henry Sherwood, né en 1807 dans le canton d'Augusta (Haut-Canada) et mort le 7 juillet 1855 à Bad Kissingen (Royaume de Bavière), est un avocat, juge et homme politique canadien.

## Biographie

### Enfance et famille
Henry est issu d'une famille loyaliste. Fils de Levius Peters Sherwood et de Charlotte Jones, il est en contact, jeune, avec la politique. Sherwood fait ses études secondaires à la « Home District Grammar School », dont le directeur est alors John Strachan.

### Carrière
En 1828, il est admis au Barreau du Haut-Canada et commence à pratiquer son métier d'avocat. Dix ans plus tard, le 23 janvier 1838, Sherwood est nommé conseiller de la reine, puis commence à être impliqué dans des procès à la suite des rébellions de 1837-1838. De 1842 à 1844, il est maire de Toronto.
Il est député de Toronto à la Chambre du Canada-Uni.

### Mort
Henry Sherwood meurt lors d'un voyage en Europe le 7 juillet 1955.

## Distinctions
- 1838 : Queen's Counsel[1]